# ناوشکن کلاس تالیسمان

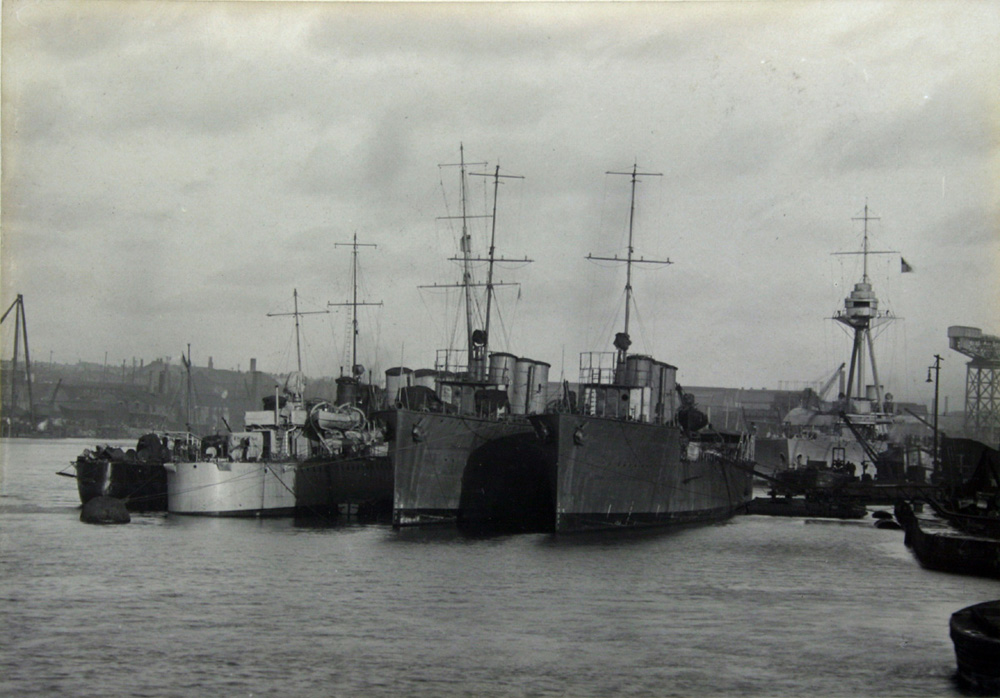
ناوشکن کلاس تالیسمان

دیسترویر کلاس تالیسمان (به انگلیسی: Talisman-class destroyer) یک کلاس از کشتی است که طول آن ۳۰۹ فوت (۹۴٫۲ متر) می‌باشد.